# Тута (футболіст, 1999)
Лукас Сілва Мело (порт. Lucas Silva Melo; нар. 4 липня 1999, Белен-ді-Сан-Франсіску), більш відомий як Лукас Тута або просто Тута (порт. Tuta) — бразильський футболіст, центральний захисник німецького клубу «Айнтрахт» (Франкфурт).

## Кар'єра
Вихованець футбольної академії клубу «Сан-Паулу», за яку виступав із дев'ятирічного віку. У складі молодіжної команди «Сан-Паулу» виграв кілька турнірів, включаючи молодіжний кубок та суперкубок Бразилії 2018 року.
У січні 2019 року перейшов у німецький клуб «Айнтрахт» (Франкфурт), підписавши контракт до червня 2023 року, втім за основну команду так і не дебютував.
6 серпня 2019 року відправився в оренду в бельгійський клуб «Кортрейк» до закінчення сезону 2019/20. 24 листопада 2019 року дебютував в основному складі «Кортрейка», вийшовши у стартовому складі у матчі найвищого дивізіону чемпіонату Бельгії проти «Андерлехта». 29 лютого 2020 року забив свій перший гол за клуб у матчі проти «Зюлте-Варегема». До того, як сезон був достроково завершений через пандемію COVID-19, він провів за клуб 18 ігор в усіх турнірах і забив один гол.
Бразилець повернувся до «Айнтрахта» на сезон 2020/21 і дебютував за німецький клуб 3 жовтня, вийшовши на заміну в домашній перемозі над «Гоффенгаймом» з рахунком 2:1. Після того як у січні 2021 року команду покинув Давід Абрагам, бразилець став основним гравцем команди, граючи разом із Еваном Н'Діка та Мартіном Гінтереггером у схемі з трьома центральними захисниками. Свій перший гол у Бундеслізі Тута забив 30 жовтня 2021 року, зрівнявши рахунок у компенсований час проти матчу проти «РБ Лейпциг» і принісши своїй команді нічию 1:1. За підсумками того сезону бразилець виграв з «Айнтрахтом» Лігу Європи УЄФА, зігравши в тому числі і у фінальному матчі, де на 58 хвилині був замінений на Макото Хасебе.

## Досягнення
- Переможець Ліги Європи УЄФА: 2021/22

## Особисте життя
Своє прізвисько він отримав через схожість із колишнім бразильським футболістом Моасіром Бастосом, який також був відомий як Тута.